# اوسی ترانسپو
اوسی ترانسپو (انگلیسی: OC Transpo) آژانس ترابری عمومی برای شهر اتاوا، انتاریو، کانادا است. این سیستم یک سیستم یکپارچه پارادایم توزیع قطب و اقماری شامل مترو، سامانه اتوبوس تندرو، مسیرهای اتوبوس معمولی، و سرویس اتوبوس در تا در سرویس اتوبوس در دسترس را اجرا می‌کند. ۹۷٫۱ میلیون سوار سالانه (۳۴۰۰۰۰ سفر روزانه).